# Antigonish County
Antigonish County är ett county i Kanada.   Det ligger i provinsen Nova Scotia, i den östra delen av landet, 1 100 km öster om huvudstaden Ottawa.
I omgivningarna runt Antigonish County växer i huvudsak blandskog. Runt Antigonish County är det glesbefolkat, med 13 invånare per kvadratkilometer.